# Gavi, the Vaccine Alliance
Gavi (formeel “GAVI – The Global Alliance for Vaccines and Immunizations”) is een publiek-private samenwerking met als doel de toegang tot vaccinatie, vooral van kinderen, in arme landen te vergroten.
GAVI brengt regeringen van ontwikkelingslanden en donorlanden samen met de Wereldgezondheidsorganisatie, UNICEF, de Wereldbank, de vaccinindustrie in zowel geïndustrialiseerde als ontwikkelingslanden, onderzoeksinstituten en technische instanties, het maatschappelijk middenveld, en particuliere filantropen zoals de Gates Foundation, die overigens initiatiefnemer was voor de alliantie. GAVI heeft de status van waarnemer bij de Wereldgezondheidsassemblee.
GAVI oogstte veel lof omdat het innovatief, effectief en minder bureaucratisch is dan multilaterale overheidsinstellingen zoals de WHO. GAVI-programma's kunnen vaak kwantificeerbare, goed te communiceren resultaten opleveren. Vaccinatieprogramma’s blijken daarom ook politiek aantrekkelijk. Er is anderzijds ook kritiek op de zogenoemde “Gates-benadering”, die weliswaar gewonnen is voor ondersteuning van het gezondheidssysteem in zijn geheel, maar in de praktijk focust op snelle, meetbare resultaten door technische oplossingen. Ook binnen de WHO woedt deze discussie, en sommigen betreuren het feit dat deze “Gates-benadering” het mondiale gezondheidsbeleid domineert.

## Activiteiten

### Periode 2021-2025
Naar aanleiding van de coronapandemie werd 4 juni 2020 in het Verenigd Koninkrijk een virtuele donorconferentie gehouden voor GAVI, met het doel 7,4 miljard US Dollar aan extra middelen te mobiliseren voor het strategische plan van de Alliantie voor de periode 2021-2025. Van de 68 door Gavi ondersteunde vaccinatieprogramma’s in 2020 waren er in oktober 44 getroffen door COVID-19, met vertragingen of uitstel als gevolg.
GAVI maakt ook deel uit van de Access to COVID-19 Tools (ACT) Accelerator, het coördinatieplatform waarmee de WHO de inspanningen rond een COVID-19-vaccin in een wereldwijd samenwerkingsverband coördineert.